# Białowieża (gemeente)

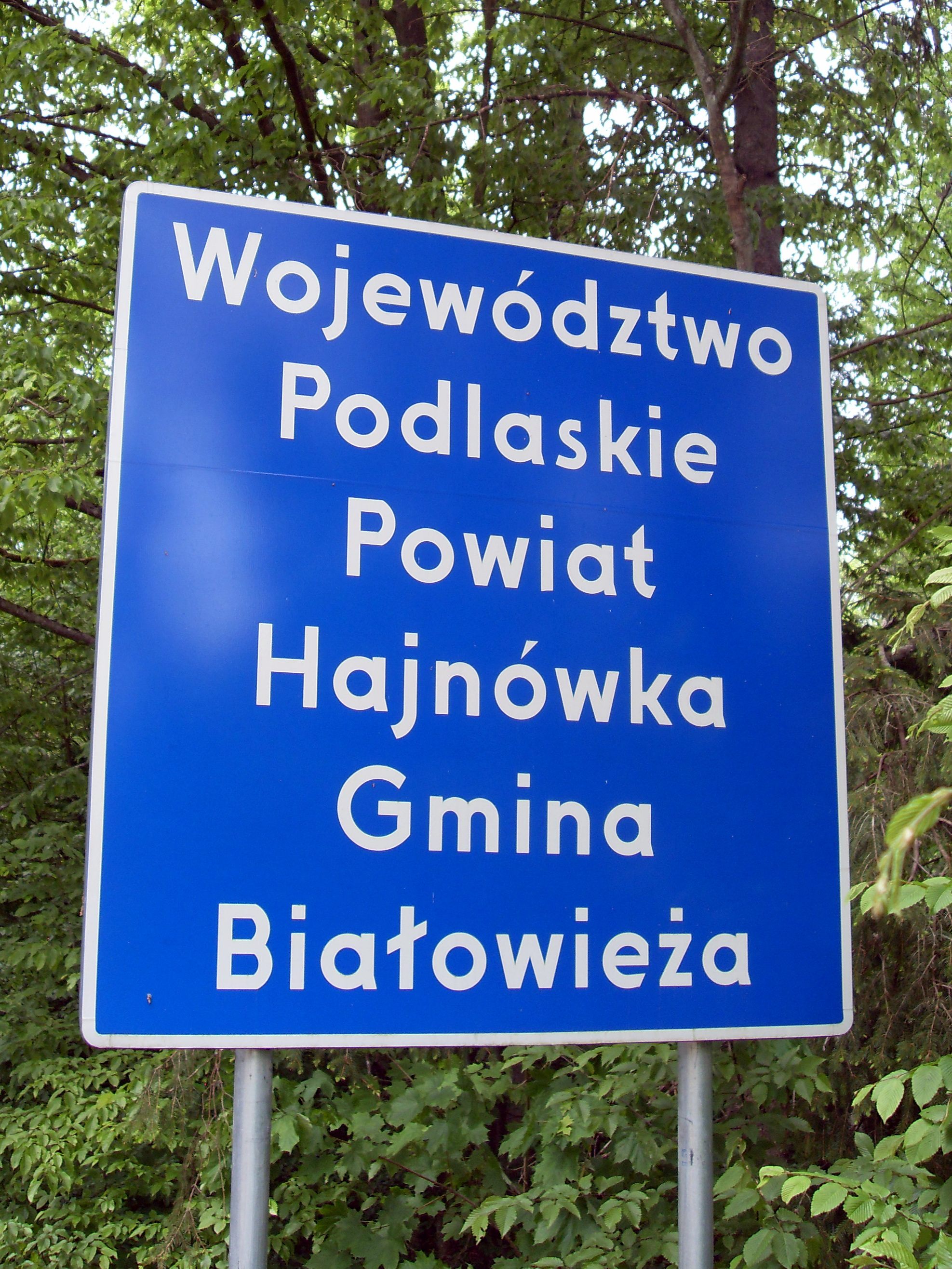

De gemeente Białowieża is een landgemeente in het Poolse woiwodschap Podlachië, in powiat Hajnowski.
De zetel van de gemeente is in Białowieża.
Op 30 juni 2004 telde de gemeente 2671 inwoners.

## Oppervlakte gegevens
In 2002 bedroeg de totale oppervlakte van gemeente Białowieża 203,2 km², waarvan:
- agrarisch gebied: 8%
- bossen: 88%

De gemeente beslaat 12,52% van de totale oppervlakte van de powiat.

## Demografie
Stand op 30 juni 2004:
| Omschrijving                   | Totaal | Totaal | Vrouwen | Vrouwen | Mannen | Mannen |
| ------------------------------ | ------ | ------ | ------- | ------- | ------ | ------ |
| eenheid                        | aantal | %      | aantal  | %       | aantal | %      |
| inwoners                       | 2671   | 100    | 1272    | 47,6    | 1399   | 52,4   |
| bevolkingsdichtheid (inw./km²) | 13,1   | 13,1   | 6,3     | 6,3     | 6,9    | 6,9    |

In 2002 bedroeg het gemiddelde inkomen per inwoner 1813,08 zł.

## Plaatsen
Białowieża, Podolany, Czerlonka, Grudki, Podcerkwy, Pogorzelce, Przewłoka, Teremiski, Zwierzyniec.

## Aangrenzende gemeenten
Hajnówka, Narewka; de gemeente grenst aan Wit-Rusland.
- Virtual International Authority File: 300881191